# Georgia (Vermont)
Georgia è una town degli Stati Uniti d'America, situata nella contea di Franklin del Vermont.

## Società

### Evoluzione demografica
Al censimento del 2010 la città contava 4 515 abitanti.